# Vera Mitrinović
Vera Mitrinović (serb. Вера Митриновић, ur. 12 września 1932 w Krakowie, zm. w listopadzie 2021) – polsko-serbska językoznawczyni, slawistka, polonistka, profesor Uniwersytetu w Belgradzie oraz Uniwersytetu im. Adama Mickiewicza w Poznaniu. Autorka licznych publikacji poświęconych typologii języków słowiańskich.

## Życiorys
Pochodziła z polsko-serbskiej rodziny. W latach 1950–1955 studiowała filozofię na Uniwersytecie Warszawskim. Do grona jej profesorów należeli m.in. Tadeusz Kotarbiński i Leszek Kołakowski, u którego obroniła pracę magisterską na temat Svetozaura Markovicia. W 1969 roku ukończyła drugie studia licencjackie z zakresu filologii polskiej, a następnie podjęła studia magisterskie na Uniwersytecie w Belgradzie. Od 1962 roku była tam również lektorką języka polskiego. Tytuł magistra uzyskała na podstawie pracy na temat percepcji polskiego systemu fonetycznego i fonologicznego w belgradzkim środowisku studenckim. Dysertację pod tytułem Polski prefiks czasownikowy prze- i jego odpowiedniki serbsko-chorwackie pre- i pro-, studium konfrontacyjne obroniła w 1987. W 1997 przeszła na emeryturę. W 2000 podjęła pracę badawczą w Instytucie Filologii Słowiańskiej Uniwersytetu Adama Mickiewicza w Poznaniu. Była tam zatrudniona do 2012. Członkini rady naukowej rocznika „Slavia Occidentalis”.
Pochowana w Belgradzie.

## Publikacje
- Vera Mitrinović: Południe – Północ: serbsko-polskie paralele językowe. Poznań: Wydawnictwo Naukowe Uniwersytetu imienia Adama Mickiewicza, 2012. ISBN 978-83-232-2382-5.
- Vera Mitrinović: Język, literatura i kultura Słowian dawniej i dziś – 3: linguaria. Poznań: Wydawnictwo Naukowe Uniwersytetu imienia Adama Mickiewicza, 2001. ISBN 83-232-1119-1.
- Vera Mitrinović: Poljski glagolski prefiks prze- i njegovi srpskohrvatski ekvivalenti pre- i pro-. Belgrad: Naučna Knjiga, 1990. ISBN 86-23-70073-2.